# マジック・ブレード
『マジック・ブレード』（原題：天涯・明月・刀、英題：The Magic Blade）は、古龍の『天涯・明月・刀』を原作とした1976年の香港映画。

## 概要
主人公で流れ者の武芸者である傅紅雪は「辺城浪子」にも登場するキャラクター。宿命のライバル燕南飛と戦いを繰り返していたが、ある日、姿をみせない不気味な敵の出現により一時休戦する。正体不明の刺客を迎え撃つというミステリアスなダーク・ファンタジー活劇。

## キャスト
- 狄龍（ティ・ロン）：傅紅雪
- 羅烈（ロー・リエ）：燕南飛
- 恬妮（タニー・ティエン・ニ）：明月心
- 井莉（チン・リー）：秋玉貞
- 谷峰（クー・フォン）：書剣
- 李麗麗（リリー・リー）：兪琴
- 樊梅生：呉書
- 劉慧玲：唐詩
- 徐少強：顧棋
- 夏萍（ハー・ペン）：鬼外婆
- 井淼：秋水清
- 詹森：公孫濤
- 顧冠忠：多情子
- 唐菁：公子羽
- 元華（ユン・ワー）
- 黄培基
- 徐忠信
- 袁信義
- 江洋（チアン・ヤン）：公子羽の手下
- 呉杭生

## スタッフ
- 原作：古龍
- 製作：邵仁枚
- 監督：楚原
- 脚本：司徒安、倪匡
- 武術指導：黄培基、唐佳

## DVD
- 販売元：キングレコード
- 時間：97分